# Jack Buetel
John Alexander Beutel, detto Jack (Dallas, 5 settembre 1915 – Portland, 27 giugno 1989), è stato un attore statunitense.

## Filmografia parziale

### Cinema
- Il mio corpo ti scalderà (The Outlaw), regia di Howard Hughes (1943)
- Il magnifico fuorilegge (Best of the Badmen), regia di William D. Russell (1951)
- La vendicatrice dei sioux (Rose of Cimarron), regia di Harry Keller (1952)
- La carica degli apaches (The Half-Breed), regia di Stuart Gilmore (1952)
- Le amanti di Jesse il bandito (Jesse James' Women), regia di Don 'Red' Barry (1954)
- Mustang!, regia di Tom Gries (1959)

### Televisione
- Judge Roy Bean – serie TV (1955-1956)
- 26 Men – serie TV, episodio 1x30 (1958)
- Maverick – serie TV (1959)
- Carovane verso il west (Wagon Train) – serie TV (1959-1961)
- Lawman – serie TV (1961)